# Pseudopoda signata
Pseudopoda signata är en spindelart som beskrevs av Jäger 200. Pseudopoda signata ingår i släktet Pseudopoda och familjen jättekrabbspindlar. Inga underarter finns listade i Catalogue of Life.